# Sleep (zespół muzyczny)
Sleep – amerykański zespół muzyczny założony w 1990 roku, jeden z pionierów i najważniejszych przedstawicieli gatunku stoner doom metal. Po nagraniu dwóch albumów studyjnych i minialbumu, Sleep rozwiązał się w 1998 roku. Głównym powodem rozwiązania zespołu było odmówienie przez wytwórnię London Records wydania materiału przeznaczonego na trzeci album Sleep - Jerusalem. W 1999 roku Jerusalem ukazało się nakładem Rise Above / The Music Cartel. W roku 2003 wydano dłuższą wersję tego nagrania, zatytułowaną Dopesmoker, która przez sam zespół uważana jest za najbliższą pierwotnej wizji albumu, nagranego w 1996 roku. Grupa została reaktywowana w roku 2009.

## Muzycy

### Aktualny skład
- Al Cisneros – gitara basowa, wokal (1990–1998, 2009–obecnie)
- Matt Pike – gitara (1990–1998, 2009–obecnie)
- Jason Roeder – perkusja (2010–obecnie)

### Byli członkowie
- Chris Hakius – perkusja (1990–1998, 2009)
- Justin Marler – gitara (1990–1991)

## Dyskografia

### Albumy
| Rok         | Tytuł                 | Typ                                | Wydawca                       |
| ----------- | --------------------- | ---------------------------------- | ----------------------------- |
| 1991        | Volume One            | Album studyjny                     | Tupelo Records                |
| 1992        | Volume Two            | EP                                 | Off the Disk Records          |
| 1993        | Sleep's Holy Mountain | Album studyjny                     | Earache Records               |
| 1998 / 1999 | Jerusalem             | Oficjalny bootleg / Album studyjny | The Music Cartel / Rise Above |
| 2003        | Dopesmoker            | Album studyjny                     | Tee Pee Records               |
| 2018        | The Sciences          | Album studyjny                     | Third Man Records             |